# Zharnel Hughes
Zharnel Hughes (The Valley, 13 juli 1995) is een op Anguilla geboren Britse atleet, die zich heeft toegelegd op de sprint. Hij veroverde op de Europese kampioenschappen atletiek in 2018 goud op zowel de 100 m als de 4 × 100 m estafette als lid van de Britse ploeg. Vier jaar later behaalde hij op dit toernooi opnieuw twee gouden medailles, zij het deze keer op de 200 m en de 4 × 100 m.

## Biografie

### Jeugd en eerste successen als junior
Hughes, die afkomstig is uit een gezin waarvan de vader taxichauffeur en de moeder huishoudster was, ontdekte zijn talent voor de atletieksport op tienjarige leeftijd. Hij won toen verschillende hardloopwedstrijdjes tijdens een sportdag van zijn lagere school. Op zijn veertiende, in 2010, nam hij voor het eerst deel aan een internationaal evenement, de CARIFTA Games in George Town (Kaaimaneilanden) en werd achtste in de finale van de 100 m, gevolgd door een zesde plaats in hetzelfde toernooi een jaar later. Dat jaar nam hij ook deel aan de Gemenebestspelen voor junioren, waar hij voor het eerst op de 100 m binnen de elf seconden bleef.
In 2012 werd Hughes beloond met een studiebeurs, zodat hij kon trainen bij het Regional High Performance Training Centre in Jamaica en startte hij daar met een studie aan het Kingston College. Kort daarna kreeg hij de kans om samen met wereldrecordhouder Usain Bolt te trainen. Hij ging in die periode sterk vooruit en veroverde in 2013 op de 100 m goud op zowel de CARIFTA Games als de Pan-Amerikaanse U20 kampioenschappen. Bij zijn eerste optreden tijdens de Centraal-Amerikaanse en Caribische kampioenschappen voor senioren behaalde hij de finale, nadat hij in zijn serie tot 10,23 s was gekomen.
In 2014 kwam Hughes op de 100 m tot een tijd van 10,12, maar richtte hij zich voor de rest van het jaar vooral op de 200 m, waarop hij tot een persoonlijk beste tijd kwam van 20,32, de beste wereldjaarprestatie bij de junioren.

### Brits atleet
Was hij tot nu toe uitgekomen voor Anguilla, vanaf 2015 nam Hughes aan internationale wedstrijden deel voor het Verenigd Koninkrijk. Zo was hij dat jaar present op de wereldkampioenschappen in Peking, waar hij deelnam aan de 200 m. In de finale eindigde hij op de vijfde plaats. Als gevolg van een blessure moest Hughes verstek laten gaan voor de Olympische Spelen in Rio de Janeiro.
Na een moeilijk seizoen in 2017 nam Hughes in april 2018 deel aan de Gemenebestspelen in Gold Coast. In de finale van de 200 m was hij de snelste, maar nadien werd hij wegens hinderen gediskwalificeerd en moest hij de zege laten aan Jereem Richards. Hij revancheerde zich vervolgens op de 4 × 100 m door samen met Reuben Arthur, Richard Kilty en Harry Aikines-Aryeetey de gouden medaille te veroveren. Op 9 juni 2018 verbeterde hij zijn persoonlijk record op de 100 m naar 9,91 s, waarmee hij de tweede snelste Brit aller tijden werd (samen met James Dasaolu).

### Tweemaal goud op EK
Tijdens de EK van 2018 in Berlijn behaalde Hughes de Europese titel op de 100 m. Samen met Chijindu Ujah, Adam Gemili en Harry Aikines-Aryeetey was hij vervolgens ook de snelste in de finale van de 4 × 100 m estafette.

### Olympisch zilver
In 2021 kon Hughes zich kwalificeren voor de 100 meter op de Olympische Zomerspelen van Tokio. Hughes kon zich plaatsen voor de finale van de 100 meter. In deze finale werd hij gediskwalificeerd wegens een valse start. Samen met Chijindu Ujah, Richard Kilty en Nethaneel Mitchell-Blake liep Hughes naar de zilveren medaille op de 4x100 meter mannen.

## Titels
- Europees kampioen 100 m - 2018
- Europees kampioen 200 m - 2022
- Europees kampioen 4 × 100 m - 2018, 2022
- Europees teamkampioen 4 × 100 m - 2017
- Gemenebestkampioen 4 × 100 m - 2018, 2022
- Brits kampioen 100 m - 2023
- Brits kampioen 200 m - 2015, 2023
- Pan-Amerikaans jeugdkampioen 100 m - 2013

## Persoonlijke records
Outdoor
| Onderdeel | Prestatie              | Datum            | Plaats   |
| --------- | ---------------------- | ---------------- | -------- |
| 100 m     | 9,83 s (+1,3 m/s)(NR)  | 24 juni 2023     | New York |
| 200 m     | 19,73 s (+1,6 m/s)(NR) | 23 juli 2023     | Londen   |
| 400 m     | 46,58 s                | 11 februari 2017 | Kingston |

## Palmares

### 100 m
- 2013:  Pan-Amerikaanse jeugdkamp. - 10,31 s (+1,8 m/s)
- 2017: 7e WK - 10,17 s
- 2018:  EK - 9,95 s (0,0 m/s)
- 2019: 6e WK - 10,03 s (+0,6 m/s)
- 2021: DSQ in de finale OS
- 2022:  EK - 9,99 s
- 2023:  Britse kamp. - 10,03 s
- 2023:  WK - 9,88 s

### 200 m
- 2014:  WK U20 te Eugene - 20,73 s (+2,3 m/s)
- 2015:  Britse kamp. - 20,42 s (+0,9 m/s)
- 2015: 5e WK - 20,02 s (-0,1 m/s)
- 2016: 7e in reeksen EK - 21,21 s
- 2017: 7e in ½ fin. WK - 20,85 s
- 2018: DSQ Gemenebestspelen (in serie 20,34 s)
- 2022:  Gemenebestspelen - 20,12 s
- 2022:  EK - 20,07 s
- 2023:  Britse kamp. - 19,77 s
- 2023: 4e WK - 20,02 s

### 4 × 100 m
- 2017: DNF IAAF World Relays
- 2018:  Gemenebestspelen - 38,13 s
- 2018:  EK - 37,80 s
- 2019:  WK - 37,36 s (ER)
- 2021:  OS - 37,51 s
- 2022:  Gemenebestspelen - 38,35 s
- 2022:  WK - 37,83 s
- 2022:  EK - 37,67 s
- 2023: 4e WK - 37,80 s

### Golden en Diamond League-podiumplekken
100 m
- 2017:  Birmingham Diamond League - 10,13 s
- 2018:  London Grand Prix - 9,93 s
- 2019:  London Grand Prix - 9,95 s
- 2019:  Prefontaine Classic - 9,97 s
- 2021:  Müller Grand Prix Birmingham - 10,13 s

200 m
- 2015:  Athletissima - 20,13 s (0,0 m/s)
- 2015:  Sainsbury's Anniversary Games - 20,05 s (-1,4 m/s)
- 2017:  Meeting International Mohammed VI d'Athlétisme de Rabat - 20,22 s

4 × 100 m
- 2018:  London Grand Prix - 37,61 s
- 2019:  London Grand Prix - 37,60 s
- 2021:  Müller Grand Prix Birmingham - 38,27 s